# Martin Castonguay
Pour les articles homonymes, voir Castonguay.
Martin Castonguay, alias Marto ou Marto Napoli ou Le Maître du Monde,, est un animateur de radio de Québec. Originaire de Saint-Alexandre-de-Kamouraska près de Rivière-du-Loup, il a été animateur à la station CHOI-FM entre 2000 et 2007 et animait à Radio X2 Rock 100.9 jusqu'en 2011. Depuis le 3 septembre 2013, il anime à ÉNERGIE 98,9, à Québec.

## Musicien
Martin Castonguay est le fils du regretté chanteur country québécois Édouard Castonguay. Il apparaît sur plusieurs albums enregistrés par son père ainsi que sur plusieurs albums de la Famille Castonguay. Il a produit le dernier album d'Édouard Castonguay, 1956, paru à titre posthume.

## Animateur de radio
Marto est animateur et producteur à CHOI-FM de 2000 à 2007.
Il a été l'animateur de l'émission Soh-6 et Cocktails à la station sœur de CHOI-FM, Radio X2 Rock 100.9 et producteur sonore pour le Groupe Radio X jusqu'à son congédiement le 17 juin 2011 à la suite de restrictions budgétaires à la station qui l'employait.
Marto anime depuis 2012 l'émission 4h11 à RadioPirate.
Le 28 août 2013, Marto annonce son retour sur la bande FM: il signe un contrat avec ÉNERGIE 98,9. Depuis le 3 septembre 2013, il anime avec ses anciens collaborateurs une émission de début de soirée.
Initialement connu par son surnom Marto, l'animateur adopte le pseudonyme Marto Napoli en 2003 après avoir piégé Roger Drolet, le chroniqueur de la page mondaine du Journal de Québec, qui publie un canular dans lequel Marto annonce une prétendue « conférence explicative latino tropicale » et une « initiation » à la « dégustation de kiwis ».
Il fut l'objet d'un reportage de Richard Martineau à l'émission Les Francs-Tireurs en 2009.
Il organise en 2009 le Beau gros tintamarre burlesque, une bataille de fusils à eau sur les Plaines d'Abraham à Québec. Marto insiste pour dire qu'il s'agit de la 250e édition de l'événement, une boutade qui fait référence au 250e anniversaire de la bataille des plaines d'Abraham de 1759.
Au printemps 2014, son émission Le Délire à Marto, diffusée sur les ondes d'ÉNERGIE 98.9 Québec, a été en nomination au Gala les Olivier dans la catégorie « Émission humoristique de l'année  ».

## Philanthropie
Depuis 2003, il organise une collecte annuelle pour les enfants défavorisés appelée «Marto et ses ti-pauvres»,.